# Kartel Sinaloa
Kartel Sinaloa je međunarodni narko kartel sa sjedištem u meksičkoj saveznoj državi Sinaloa, po kojoj je i dobio ime. Njegova glavna djelatnost je krijumčarenje narkotikа, a osim u Sinaoli, istom djelatnošću se bavi i u državama Donja Kaliforniјa, Durango, Sonora i Čivava.

## Karakteristike
Nastala je 1989. godine raspadom narko-kartela koji je bio vodio Pedro Aviles Perez, a među osnivačima se nalazio njegov nećak Hoakin El Čapo Guzman. Smatra se da je odgovoran za krijumčarenje ogromnih količina kokaina, heroina, metamfetamina i MDMA na američko tržište, što ga čini jednom od najmoćnijih kriminalnih organizacija na svijetu.
Od 2006. ostvario gotovo potpunu kontrolu na granici Meksika sa američkom saveznom državom Arizona, osiguravši tako nesmetane distribucijske kanale. Dok je on bio na čelu kartela, ova grupa je bila poznata brutalnosti i nasilju.
Guzman je 2001. uspio da pobegne iz saveznog zatvora maksimalne sigurnosti. Potjernicu za njim su tada raspisale vlade SAD i Meksika kao i Interpol. SAD je tada za informaciju koja bi dovela do hapšenja Guzmana nudio nagradu u iznosu od 5 miliona američkih dolara, dok je meksička vlada nudila nagradu od 30 miliona meksičkih pezosa (oko 2 miliona američkih dolara) za razotkrivanje narko-bosa.
Uhapšen je 2014. godine, ali je u julu 2015. uspio da pobjegne iz zatvora i u bjekstvu je bio do 8. januara 2016. godine, kada su ga uhvatili meksički marinci u specijalnoj akciji. U julu 2019. godine, narko bos je osuđen na doživotni zatvor nakon jednog od najznačajnihih suđenja u novijoj istoriji SAD.
Tužioci su rekli da je Guzman trgovao kokainom, heroinom i marihuanom, a na platnoj listi je držao mrežu dilera, otmičara i atentatora. Njegovo zatvaranje je dovelo do povećavanja nasilja u regionu, jer su to druge grupe pokušale da iskoriste.
Uprkos tome, Sinaloa kartel je ostao izuzetno moćan. I dalje dominira severozapadnim Meksikom, a navodi se da je prisutan u gradovima od Buenos Ajresa do Njujorka.
Glava Sinaloa kartela danas je Ivan Guzman Salazar, sin nekadašnjeg vođe Joaquina El Chapa Guzmana. El Chapo je uhapšen u januaru 2016. godine u velikoj akciji meksičke vojske i američkih obaveštajnih službi. Uz neviđene mere obezbeđenja, on je u julu 2019. osuđen na doživotni zatvor i danas se nalazi u ADX Florence zatvorskoj ustanovi u Koloradu, jednom od zatvora sa maksimalnim obezbeđenjem u SAD-u.
The Chapitos, kako se u meksičkom žargonu nazivaju pripadnici Sinaloa kartela, godišnje obrću oko tri milijardi dolara samo od trgovine narkoticima, dok se procenjuje da poseduju i zgrade, zemlju, opremu, kao i različito naoružanje u vrednosti više od 40 milijardi dolara. Chapitosi sebe smatraju legitimnim biznismenima, u odnosu na druge manje kartele, koji se bave i iznudama, otmicama, trgovinom ljudima, te poslednjih godina sve više i trgovinom voćem, na prvom mestu avokadom.
Oviedo Guzman, poznatiji pod nadimkom El Raton, nakon hapšenja oca, s braćom je, preuzeo vođenje jednog od ogranaka kartela Sinaloa, tačnije nadzor nad 11 laboratorija u kojima se proizvodi 1300 do 2200 kilograma metamfetamina mjesečno. Nakon hapšenja 2019. godine vratio se svom biznisu, te dao značajan doprinos radu kartela Sinaloa, koji mnogi smatraju najvećom organizacijom za krijumčarenje droge na svijetu.